# 田中寿一
田中 寿一 （たなか じゅいち、1934年5月13日 - ）は、日本映画のプロデューサー。元妻は女優の沢井桂子と烏丸せつこ。

## 経歴
1957年に青山学院大学経済学部を卒業と同時に、東宝撮影所に入社。1962年に三船プロダクション設立に参加。1968年に東宝女優の沢井桂子と結婚。1979年に三船プロの内紛騒動が起こり、独立を強行する形で田中プロモーションを設立（後に和解が成立）。
1982年、沢井との間には子どももいたが、離婚の末、自社の所属女優だった烏丸せつこと結婚。21歳の歳の差婚だった。その後、烏丸との間に2女を儲ける。
1983年には田中プロ内で分裂騒動が起こり、大部分がアクターズプロモーションとして独立した。さらに、映画製作での成績不振による負債やギャランティの未払いなども起こり、1991年に田中プロモーションは事実上、倒産した。1994年、自己破産。
2001年11月、烏丸と離婚。

## 代表作

### 三船プロ時代
- 「荒野の用心棒」（1973年、NET）
- 「浮世絵 女ねずみ小僧（第3シリーズ）」（1974年、フジテレビ）

### 田中プロ時代
- 「犬笛」（1978年）
- 「ピンクレディーの活動大写真」（1978年）
- 「英霊たちの応援歌 最後の早慶戦」（1979年）
- 「駅 STATION」（1981年）
- 「グッドラックLOVE」（1981年）
- 「すっかり…その気で!」（1981年）
- 「帰ってきた若大将」（1981年）
- 「青春グラフィティ スニーカーぶるーす」（1981年）
- 「海峡」（1982年）
- 「南極物語」（1983年）
- 「逃がれの街」（1983年）
- 「夜明けのランナー」（1983年）
- 「居酒屋兆治」（1983年）
- 「クララ白書 少女隊PHOON（1985年）
- 「俺たちの行進曲」（1985年）
- 「PARIS-DAKAR 15,000 栄光への挑戦」（1986年）
- 「植村直己物語」（1986年）
- 「パンダ物語 熊猫的故事」（1988年）
- 「マイフェニックス」（1989年）
- 「プライド　運命の瞬間」（1998年）